# 육군미사일전략사령부

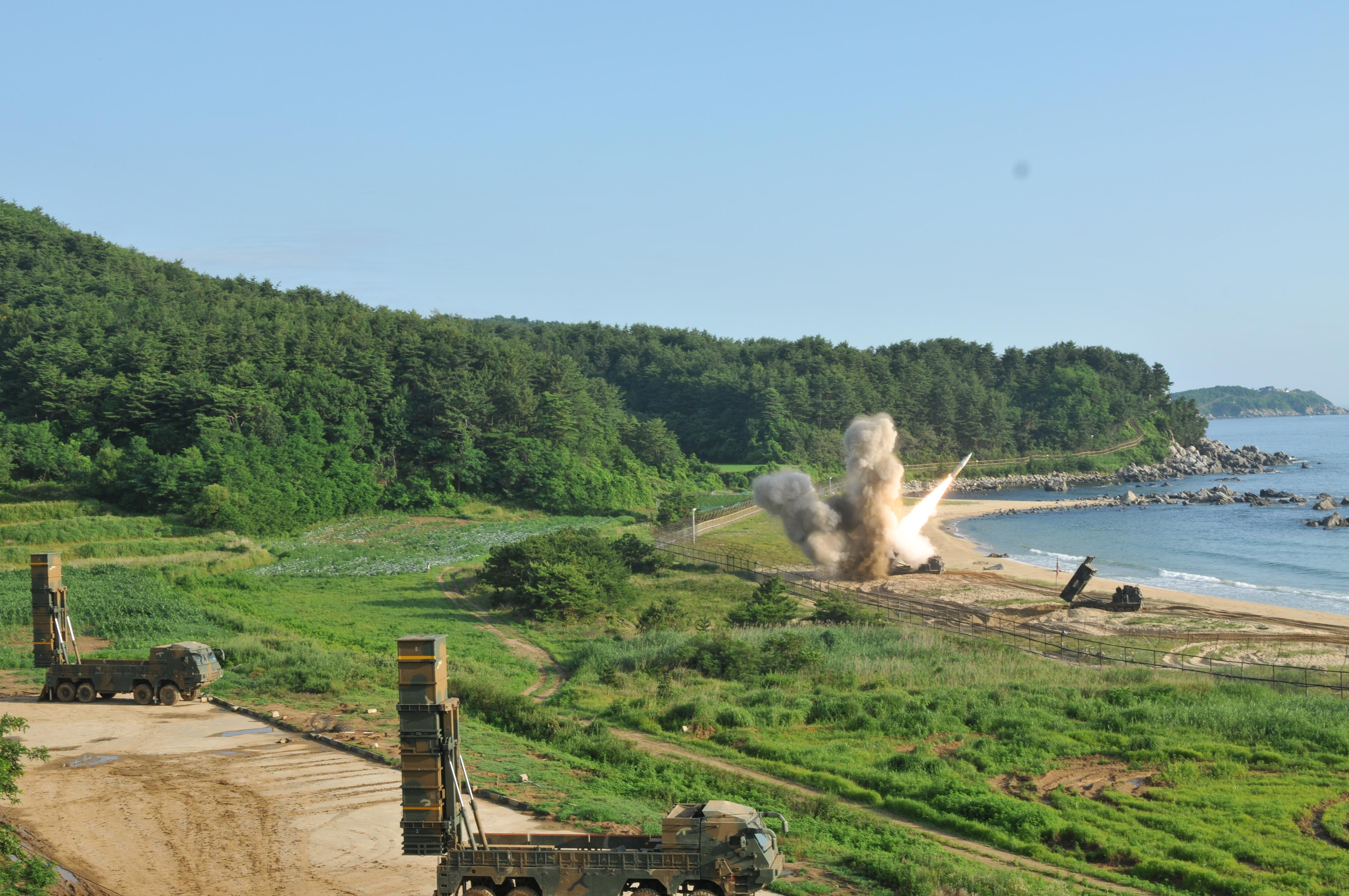
육군미사일전략사령부가 운용하는 현무 미사일

육군미사일전략사령부(陸軍미사일戰略司令部, Army Strategic Missile Command, 상징명칭: 무극부대)는 대한민국 육군본부의 직할 사령부이다. 강원특별자치도 원주시에 주둔하고 있으며 한국의 탄도 미사일인 현무를 운용한다.

## 역사
국방개혁 2020 계획에 따라 2006년 9월 28일 충청북도 음성군에서 창설되었다. 북한의 대도시와 주요 목표에 대한 타격, 탄도미사일에 대응하여 전략무기인 탄도 미사일을 효과적으로 지휘통제하기 위해 창설되었다.
2014년 4월 1일, 국방부는 유도탄사령부에서 미사일사령부로 개편한 뒤 4월 5일에 언론에 보도하였다. 날이 갈 수록 발전하는 북한의 기술력에 대응하여, 미사일 개발 및 보유할 필요를 느꼈으며, 한국형 미사일 방어체제(KAMD)와 핵미사일 탐지 체계인 킬 체인을 구축하기 위해서 개편하였다고 설명하였다.
2019년, 미사일사령부는 충북 음성군에서 강원도 원주시의 옛 1군 사령부 부지로 이전하였다.
2022년 4월에는 미사일전략사령부로 확대, 개편되었으며 사령관의 계급도 소장에서 중장으로 바뀌었다.

## 임무
육군미사일전략사령부는 부대 개편에 따라 북한에 대한 미사일 공격을 담당하고 공군미사일방어사령부는 미사일 방어를 담당하게 된다. 북한의 미사일 기술 진보 등 변화한 안보위협에 능동적으로 대응하고 전시에는 전략적·작전적 표적을 정밀타격하는 임무를 수행한다.

## 계보
- 2006년 9월 28일 - 육군유도탄사령부
- 2014년 4월 1일 - 육군미사일사령부
- 2022년 4월 1일 - 육군미사일전략사령부

## 편성
군사 II급비밀로 분류되어 작성 금지 되어있다.

## 같이 보기
- 한미 미사일 지침
- 화력여단 (대한민국)
- 억지이론